# Princesse Caraboo (film)
Pour plus de détails, voir Fiche technique et Distribution.
Princesse Caraboo (Princess Caraboo) est un film de comédie dramatique historique américain de 1994, réalisé par Michael Austin et écrit par Michael Austin et John Wells.
L'histoire est basée sur le personnage réel du XIXe siècle, la princesse Caraboo qui est en fait, Mary Willcocks, une mystificatrice qui se faisait passer, dans la haute société britannique, pour une princesse exotique en s'exprimant dans une langue étrangère incompréhensible, inventée par elle.

## Synopsis
Au début du XIXe siècle, durant la Régence anglaise, une femme, à l'allure assez exotique, est découverte en train de mendier, en pleine campagne du Devon. S'exprimant dans une langue que personne ne peut comprendre, elle finit par se retrouver chez une famille de vieux artistocrates locaux, les Worrall. Leur majordome grec, Frixos, pense que cette femme joue la comédie et M. Worrall l'envoie chez le magistrat pour qu'elle soit jugée pour vagabondage, mais son épouse accepte finalement de s'occuper d'elle en l'installant dans son manoir de Knole Park. 
Monsieur Gutch, imprimeur local et journaliste, s'intéresse à l'affaire, surtout depuis que la femme prétend par mime être une princesse étrangère dénommée Caraboo. Les semaines et les mois passent, jusqu'au jour où la supercherie est découverte, la princesse est en réalité la fille d’un cordonnier, venue d'un village voisin.

## Fiche technique
- Réalisation : Michael Austin
- Scénario : Michael Austin et John Wells
- Musique : Richard Hartley
- Photographie : Freddie Francis
- Société de production : Beacon Pictures
- Pays :  États-Unis
- Durée : 97 minutes

## Distribution

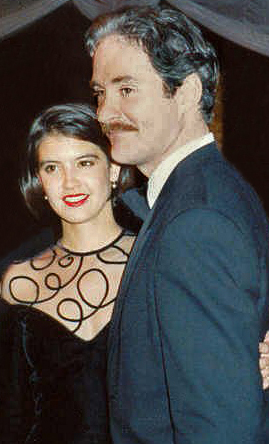
Phoebe Cates (Princesse caraboo) et son époux Kevin Kline (Frixos) en 1989

- Phoebe Cates (VF : Nathalie Spitzer) : Princesse Caraboo / Mary
- Jim Broadbent : M. Worrall
- Wendy Hughes : Mme. Worrall
- Kevin Kline : Frixos
- John Lithgow : Professeur Wilkinson
- Stephen Rea : Gutch.
- Peter Eyre : Lord Apthorpe.
- Jacqueline Pearce : Lady Apthorpe.
- John Wells : Révérend Wells.
- John Lynch : Amon McCarthy.
- John Sessions : le prince Régent.
- Arkie Whiteley : Betty.
- Jerry Hall : Lady Motley.

## Autour du film

### Inspiration

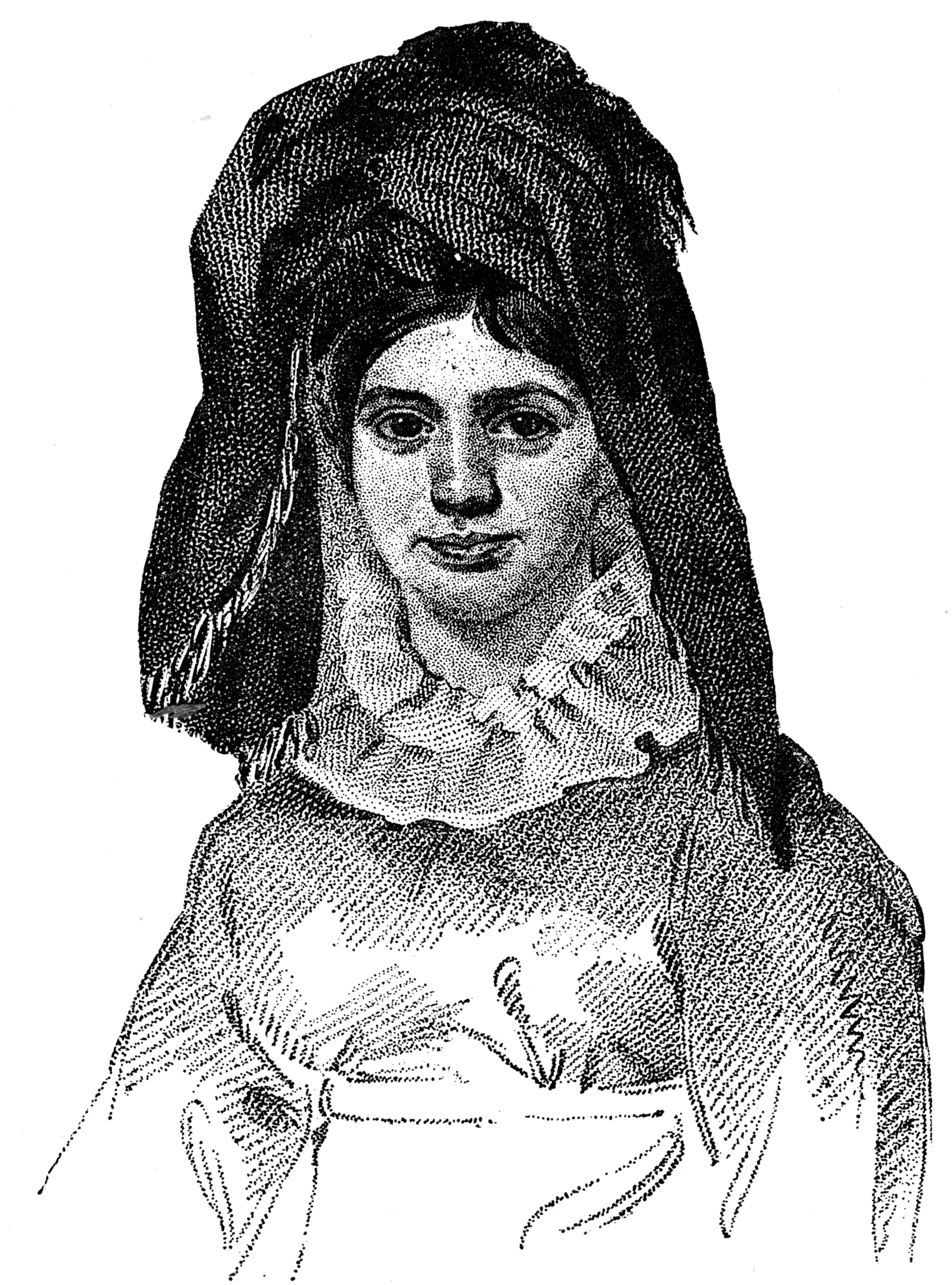
Mary Willcocks alias Princesse Caraboo

Le scénario du film s'inspire de l'histoire de Mary Wilcocks, une anglaise originaire de Witheridge dans le Devon qui a tenté de se réclamer du titre d’un royaume lointain et inconnu sous le nom de Princesse Caraboo, née sur l’île imaginaire de Javasu dans le lointain Océan Indien. Démasquée, alors qu'elle s'était introduite dans la haute société britannique, elle réussira cependant à aller à Philadelphie, en Amérique, où elle jouera son rôle sur scène, gagnant ainsi une certaine célébrité.

### Autour des acteurs
Phoebe Cates (princesse Caraboo, alias Mary) est, dans la vie, l'épouse de l'acteur Kevin Kline (Frixos, le majordome) qu'elle avait rencontré lors d'une audition pour le film Les Copains d'abord (The Big Chill), rôle qui fut finalement attribué à Meg Tilly. Elle était enceinte de leur second enfant durant le tournage du film.

### Lieux de tournage
- Bath, (Anglettere)
- Londres (Angleterre)
- Pays de Galles
- Wrotham Park, Barnet, Hertfordshire, Angleterre. (Propriété de M et Mme Worrall)